# Golf Cup of Nations 1990
De Golf Cup of Nations 1990 was de 10e editie van dit voetbaltoernooi dat werd gehouden in Koeweit van 21 februari 1990 tot en met 9 maart 1990. Saoedi-Arabië trok zich terug voor de start van het toernooi, zij waren het oneens met het logo van het toernooi, het zou namelijk verwijzingen hebben naar de 'Battle of Jahra' (in 1920). Irak deed eerst ook mee maar zij trokken zich terug omdat zij het oneens waren met de uitslag tegen de V.A.E. (2–2). Daarvoor waren al wedstrijden tegen Bahrein (1–0) en Koeweit (1–1) gespeeld maar deze wedstrijden telden daarna niet meer mee voor einduitslag. Koeweit won het toernooi uiteindelijk voor de zevende keer.

## Speellocatie
| Koeweit-Stad ( Koeweit) | Peace & Friendship Stadium Capaciteit: 21.500 |
| ----------------------- | --------------------------------------------- |
| · Koeweit-Stad          |                                               |

## Eindstand
| Team                         | GS | W | G | V | DV | DT | DS | Ptn. |
| ---------------------------- | -- | - | - | - | -- | -- | -- | ---- |
| Koeweit                      | 4  | 3 | 1 | 0 | 10 | 2  | +8 | 7    |
| Qatar                        | 4  | 1 | 2 | 1 | 4  | 4  | 0  | 4    |
| Bahrein                      | 4  | 1 | 2 | 1 | 1  | 1  | 0  | 4    |
| Oman                         | 4  | 0 | 3 | 1 | 4  | 6  | −2 | 3    |
| Verenigde Arabische Emiraten | 4  | 0 | 2 | 2 | 2  | 8  | −6 | 2    |

|                  |                    |       |         |                                          |
| 21 februari 1990 | Koeweit            | 1 – 0 | Bahrein | Peace & Friendship Stadium, Koeweit-Stad |
| 21 februari 1990 | Wayil Suleiman 10' |       |         | Peace & Friendship Stadium, Koeweit-Stad |

|                  |                  |       |                  |                                          |
| 22 februari 1990 | V.A.E.           | 1 – 1 | Oman             | Peace & Friendship Stadium, Koeweit-Stad |
| 22 februari 1990 | Fahad Khamis 58' |       | Hilal Hamoud 29' | Peace & Friendship Stadium, Koeweit-Stad |

|                  |       |       |         |                                          |
| 23 februari 1990 | Qatar | 0 – 0 | Bahrein | Peace & Friendship Stadium, Koeweit-Stad |
| 23 februari 1990 |       |       |         | Peace & Friendship Stadium, Koeweit-Stad |

|                  |              |       |                    |                                          |
| 25 februari 1990 | Koeweit      | 1 – 1 | Oman               | Peace & Friendship Stadium, Koeweit-Stad |
| 25 februari 1990 | Al-Hadad 60' |       | Muttar Khalifa 52' | Peace & Friendship Stadium, Koeweit-Stad |

|                  |       |       |        |                                          |
| 27 februari 1990 | Qatar | 0 – 0 | V.A.E. | Peace & Friendship Stadium, Koeweit-Stad |
| 27 februari 1990 |       |       |        | Peace & Friendship Stadium, Koeweit-Stad |

|              |         |       |      |                                          |
| 1 maart 1990 | Bahrein | 0 – 0 | Oman | Peace & Friendship Stadium, Koeweit-Stad |
| 1 maart 1990 |         |       |      | Peace & Friendship Stadium, Koeweit-Stad |

|              |       |       |      |                                          |
| 4 maart 1990 | Qatar | 4 – 2 | Oman | Peace & Friendship Stadium, Koeweit-Stad |
| 4 maart 1990 |       |       |      | Peace & Friendship Stadium, Koeweit-Stad |

|              |         |       |        |                                          |
| 5 maart 1990 | Bahrein | 1 – 0 | V.A.E. | Peace & Friendship Stadium, Koeweit-Stad |
| 5 maart 1990 |         |       |        | Peace & Friendship Stadium, Koeweit-Stad |

|              |         |       |       |                                          |
| 7 maart 1990 | Koeweit | 2 – 0 | Qatar | Peace & Friendship Stadium, Koeweit-Stad |
| 7 maart 1990 |         |       |       | Peace & Friendship Stadium, Koeweit-Stad |

|              |         |       |        |                                          |
| 9 maart 1990 | Koeweit | 6 – 1 | V.A.E. | Peace & Friendship Stadium, Koeweit-Stad |
| 9 maart 1990 |         |       |        | Peace & Friendship Stadium, Koeweit-Stad |

| Winnaar Gold Cup of Nations 1990 |
| -------------------------------- |
|                                  |
| Koeweit (7de titel)              |

1970 · 1972 · 1974 · 1976 · 1979 · 1982 · 1984 · 1986 · 1988 · 1990 · 1992 · 1994 · 1996 · 1998 · 2002 · 2003 · 2004 · 2007 · 2009 · 2010 · 2013 · 2014 · 2017 · 2019 · 2023 · 2024